# Laudon (Landes)
Pour les articles homonymes, voir Laudon.
Le Laudon est une petite rivière du Sud-Ouest de la France et un affluent du Gabas. Il arrose le département des Landes entre Hagetmau et Audignon.

## Géographie
Sur la commune de Horsarrieu, il reçoit le ruisseau de Lagarosse, prolongé par le ruisseau de Laborde-Larriou.
Son nom est souvent associé à celui de Gabas lorsqu'il s'agit de d'évoquer les lieux alentour. On parle alors de la vallée du Laudon et de la vallée du Gabas. La longueur du Laudon est de 14,4 km.

## Les moulins du Laudon
On comptait, dans les Landes, 584 moulins en 1790 ; après la Révolution, leur nombre ne cessa de croître pour atteindre le chiffre record de 700 en 1852, soit un moulin pour 440 habitants. On trouve ainsi sur le Laudon le moulin de Dumes, le moulin d'Audignon, et le moulin de Marseillon. En Horsarrieu, on trouve également sur un affluent du Laudon, le moulin de Lagarossy.